# Алмазнянська міська рада
Алмазнянська міська́ ра́да — орган місцевого самоврядування у складі Стахановської міської ради Луганської області. Адміністративний центр — місто Алмазна.

## Загальні відомості
- Алмазнянська міська рада утворена в 1977 році.
- Територія ради: 1,33 км²
- Населення ради: 4 384 особи (станом на 1 січня 2011 року)
- Територією ради протікає річка Ломоватка.

## Населені пункти
Міській раді підпорядковані населені пункти:
- м. Алмазна

## Склад ради
Рада складається з 20 депутатів та голови.
- Голова ради: Шумілін Віктор Михайлович
- Секретар ради: Подколзіна Ніна Іванівна

### Керівний склад попередніх скликань
| ПІБ                       | Основні відомості                                                       | Дата обрання | Дата звільнення |
| ------------------------- | ----------------------------------------------------------------------- | ------------ | --------------- |
| Шумілін Віктор Михайлович | Міський голова, 1961 року народження, освіта вища, член Партії регіонів | 26.03.2006   | 31.10.2010      |
| Шумілін Віктор Михайлович | Міський голова, 1961 року народження, освіта вища, член Партії регіонів | 31.10.2010   |                 |

Примітка: таблиця складена за даними джерела

### Депутати
За результатами місцевих виборів 2010 року депутатами ради стали:

#### За суб'єктами висування
| Суб'єкт висування                 | Кількість обраних депутатів | %  |
| --------------------------------- | --------------------------- | -- |
| Партія регіонів                   | 13                          | 65 |
| Комуністична партія України       | 4                           | 20 |
| Соціалістична партія України      | 2                           | 10 |
| Політична партія «Сильна Україна» | 1                           | 5  |

#### За округами
| № округу                          | Прізвище, ім'я, по батькові       | Дата визнання обраним | Освіта                    | Партійна приналежність                  | Відомості про обраного депутата                   |
| --------------------------------- | --------------------------------- | --------------------- | ------------------------- | --------------------------------------- | ------------------------------------------------- |
| Комуністична партія України       |                                   |                       |                           |                                         |                                                   |
| б/м                               | Шелест Тамара Олексіївна          | 02.11.2010            | Освіта вища               | член Комуністичної партії України       | підприємець                                       |
| б/м                               | Кранга Олександр Володимирович    | 02.11.2010            | Освіта вища               | член Комуністичної партії України       | ВАТ «СЗМ», токар                                  |
| 8                                 | Кононов Юрій Олександрович        | 02.11.2010            | Освіта вища               | позапартійний                           | пенсіонер                                         |
| 9                                 | Корнєва Анжеліка Євгенівна        | 02.11.2010            | Освіта вища               | позапартійна                            | ВАТ «СВЗ», інженер технолог                       |
| Партія регіонів                   |                                   |                       |                           |                                         |                                                   |
| б/м                               | Подколзіна Ніна Іванівна          | 02.11.2010            | Освіта незакінчена вища   | член Партії регіонів                    | Алмазнянський міський виконком, секретар ради     |
| б/м                               | Власова Тамара Василівна          | 02.11.2010            | Освіта середня спеціальна | член Партії регіонів                    | Центр культури, директор                          |
| б/м                               | Подорожко Олена Федорівна         | 02.11.2010            | Освіта середня спеціальна | член Партії регіонів                    | Дитячий садок «Зірочка», завідувачка              |
| б/м                               | Стіпанова Валентина Олександрівна | 02.11.2010            | Освіта середня спеціальна | член Партії регіонів                    | пенсіонер                                         |
| б/м                               | Андрющенко Сергій Павлович        | 02.11.2010            | Освіта вища               | член Партії регіонів                    | пенсіонер                                         |
| б/м                               | Яковенко Василь Павлович          | 22.11.2010            | Освіта вища               | член Партії регіонів                    | ВАТ «СЗФ», майстер                                |
| 1                                 | Дівніч Анатолій Іванович          | 02.11.2010            | Освіта середня спеціальна | член Партії регіонів                    | ВАТ «СВЗ», коваль                                 |
| 2                                 | Овчаров Володимир Сергійович      | 02.11.2010            | Освіта середня спеціальна | член Партії регіонів                    | Стахановський дитячий притулок, чергове по режиму |
| 3                                 | Псюк Андрій Михайлович            | 02.11.2010            | Освіта середня спеціальна | член Партії регіонів                    | приватний підприємець                             |
| 4                                 | Якунін Володимир Володимирович    | 02.11.2010            | Освіта вища               | член Партії регіонів                    | ВАТ «СВЗ», слюсар                                 |
| 5                                 | Давиденко Валерій Олександрович   | 02.11.2010            | Освіта середня            | член Партії регіонів                    | пенсіонер                                         |
| 7                                 | Новікова Лілія Віталіївна         | 02.11.2010            | Освіта вища               | член Партії регіонів                    | приватний підприємець                             |
| 10                                | Кулікова Лідія Вікторівна         | 02.11.2010            | Освіта середня спеціальна | член Партії регіонів                    | Стахановський молокозавод, контролер КПП          |
| Політична партія «Сильна Україна» |                                   |                       |                           |                                         |                                                   |
| 6                                 | Мосунов Юрій Миколайович          | 02.11.2010            | Освіта середня спеціальна | член Політичної партії «Сильна Україна» | ВАТ «СФЗ», старший майстер                        |
| Соціалістична партія України      |                                   |                       |                           |                                         |                                                   |
| б/м                               | Лазаренко Тетяна Олександрівна    | 02.11.2010            | Освіта вища               | член Соціалістичної партії України      | загальноосвітня школа № 1, директор               |
| б/м                               | Ромашенко Яна Леонідівна          | 02.11.2010            | Освіта вища               | член Соціалістичної партії України      | Стахановський ПК ім. Горького, бухгалтер          |